# Paula Klamburg
Paula Klamburg, född den 20 september 1989 i Barcelona, Spanien, är en spansk konstsimmare.
Hon tog OS-brons i lagtävlingen i konstsim i samband med de olympiska konstsimstävlingarna 2012 i London.